# 1278 هـ
1278 هـ هي سنة في التقويم الهجري امتدت مقابلةً في التقويم الميلادي بين سنتي 1861 و1862.

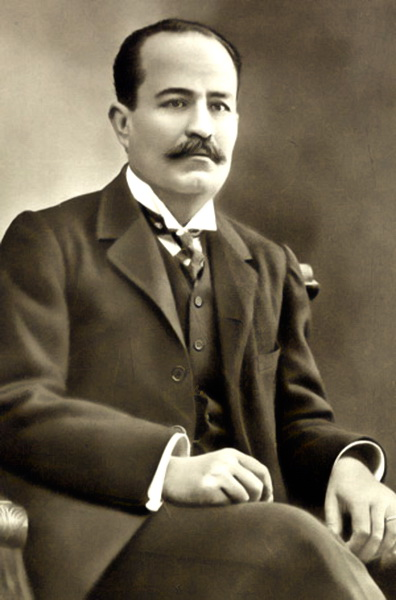
جرجي زيدان

## أحداث
- الأمام فيصل بن تركي يزور الكويت ثم يبقى فيها شهور ثم يغادر البصرة ويعود إلى بلاده بعد يومين من زيارته لها.
- الأمير عبد الله بن فيصل يضرب قبيلة الخبيل.
- الأمام فيصل بن تركي يقوم بتوسعة لمدينة الدمام والخبر والقطيف والظهران.
- الأمير عبد الرحمن بن فيصل يرفع سعر الخضار.
- الأمير سعد بن إبراهيم بن عبد الله بن محمد آل سعود يتنازل عن نائب قائد الجيوش السعودية.
- الأمام فيصل بن تركي يعطي التعليم القصوى لأبنه عبد الرحمن بن فيصل.
- الأمام فيصل بن تركي يأمر ببناء قبر باسم قبر الوشم.
- الأمام فيصل بن تركي يدفع لتوسعة مدينة الدمام وما قربه 2400دينار.
- الأمام فيصل بن تركي يأمر بأعفاء عبد العزيز بن عبد الرحمن بن سعد بأمارة الزلفي.
- الأمام فيصل بن تركي يضرب ضربة لقبيلة مر.

## مواليد
- عبد الله بن علي العمودي
- آقا ضياء الدين العراقي
- أبو القاسم أحمد هاشم
- جرجي زيدان
- جودفروا
- جورج جاكوب
- عبد الوهاب النجار
- كامل آقديك
- يوسف دريان

## وفيات
- فريتاخ
- محمد أبو القاسم القندوسي
- محمد بن مصطفى الدمياطي
- عبد الباقي العمري
- محمد صالح البندنيجي